# Château de Vaulaville
Le château de Vaulaville est une demeure qui se dresse sur le territoire de la commune française de Tour-en-Bessin dans le département du Calvados, en région Normandie.
Le château est protégé partiellement aux monuments historiques.

## Localisation
Le château est situé à Tour-en-Bessin au lieudit Bas Maisons, dans le département français du Calvados.

## Historique
Le château date de la première moitié du XVIIIe siècle, la chapelle étant datée pour sa part vers 1720.
Le château a été édifié vers 1720 par Adrien Morin de Banneville, seigneur du lieu et président au bureau des finances de Caen.
En 1998, il était la possession de Mme Corblet de Fallerans.

## Description
Le château possède un perron double et un toit à la Mansart. L'édifice est meublé et a conservé ses boiseries Régence et Louis XVI. Il accueille des jouets en porcelaine de Bayeux.
La chapelle a conservé un beau retable peint.

## Protection aux monument historique
Au titre des monuments historiques :
- les façades et les toitures ainsi que la chapelle sont classées par arrêté du 3 février 1971 ;
- la perspective d'entrée ; les façades et toitures des communs ; les pièces suivantes du château avec leur décor de boiseries : grand salon, chambre de l'évêque, petit salon ; quatre piliers des deux porches du jardin ; les douves et le terrain entouré par les douves sont inscrits par arrêté du 3 février 1971.